# John Hunter (chirurg)

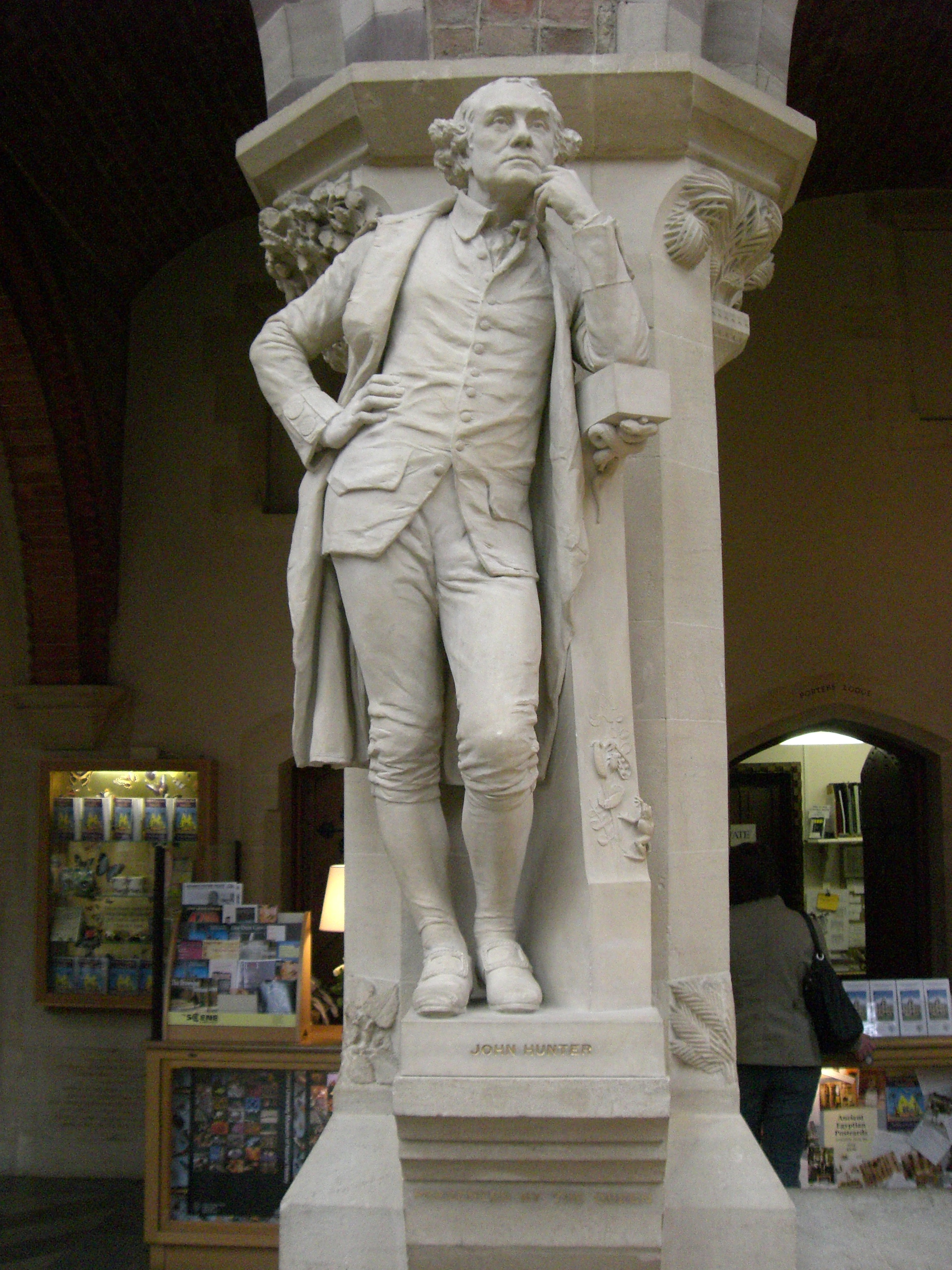
Hunterova socha v Oxfordu.

John Hunter (13. února 1728 – 16. října 1793) byl skotský lékař a chirurg. Je považován za zakladatele moderní patologie či patologické anatomie jako oboru, který se zabývá diagnózou zemřelých nemocných, zjišťovanou pitvou. Byl jeden z prvních, ne-li vůbec první, kdo získával pitvou zemřelých výsledky, jež opravovaly, doplňovaly, nebo potvrzovaly diagnózu kliniků. Přitom jeho poznatky rozšířily nejen znalosti příčin nemocí, ale i samo poznání lidského těla (anatomii).
Je uctíván lékaři po celém světě, zejména však v Anglii, kde jeho socha zdobí vchod do Královské koleje chirurgů v Londýně, snad nejvýznamnější chirurgické společnosti na světě.

## Život a dílo
Byl žákem svého staršího bratra, anatoma a porodníka Williama Huntera (1718–1783) a chirurga Percivalla Potta (1714–1788).
Hunter pracoval v nemocnici sv. Jiří v Londýně jako patolog, ale i jako chirurg. Jeho dílo je rozsáhlé. Jeho přínos se týká hlavně onkologie (nauky o nádorech). Popsal histologickou skladbu mnohých z nich, jejich šíření i metastázy. Operoval generála Gareho, který měl rakovinu konečníku, a při následné pitvě zjistil a popsal podrobně skladbu tohoto nádoru. Slavnému malíři Gainsboroughovi ošetřoval nádor na šíji, který byl už příliš pokročilý, takže jej odmítl operovat. Pro dnešního člověka je překvapivé, že Hunter své pacienty nejdříve operoval a pak pitval. Chirurgové v 18. století měli omezené možnosti. Anestezie (umrtvení) ani narkóza neexistovaly. Důležité bylo však poznání, na němž mohla být stavěna další studia.
Hunter také popsal rakovinu prsu a úspěšně ji několikrát operoval. Ale pracoval i v jiných odvětvích. Popsal například u muže, který utrpěl těžký úraz hlavy, prvně subtomální hematon (výron krevní pod tvrdou plenu mozkovou), dnes běžnou diagnózu, vyžadující většinou úspěšný neurochirurgický výkon.
Poznával taky (tehdy časté) neštovice a mohl zavést vhodnou léčbu. Bylo to ještě před tím, než Edward Jenner (Hunterův osobní přítel) zavedl očkování proti nim. Hunter jako první rozpoznal vnitřní strukturu kostí, zjistil, že jsou živeny z epifýz (částí kosti pod hlavicí kloubů). Zjistil i změny epifýz s věkem a popsal resorpci (vstřebávání) a depozici (ukládání) v nich. Byl také prvním, kdo se zabýval složením zubů a popsal je (v roce 1771).
Soudě podle jeho prací, bylo nejčastější nemocí v osmnáctém století onemocnění střevní. John Hunter popsal ve svých dílech histopatologii (mikroskopické postižení tkání) obou částí tenkého střeva, jejuna a ilea. Nezřízená byla prý jeho zvědavost. Dal si (podle některých zdrojů) posílat od přítele Jennera ježky, jež pak pitval a srovnával s člověkem. Ovšem Hunter se dopustil i omylů: v roce 1786 napsal studii o pohlavních nemocech, v níž se domnívá, že syfilis a kapavka jsou jedna a táž nemoc.
Do své filosofie Hunter zahrnoval jak indukci, tak dedukci. To bylo sice učení Francise Bacona, anglického filosofa žijícího dvě stě let před Johnem Hunterem v alžbětinské době, ale podle udání životopisců nečetl Hunter prý nikdy nic jiného než svá vlastní díla. Ke své filozofii tedy došel patrně svými vlastními úvahami a na základě vlastních pozorování.